# Лелеј (Сату Маре)
Лелеј (рум. Lelei) насеље је у Румунији у округу Сату Маре у општини Ходод. Oпштина се налази на надморској висини од 239 m.

## Становништво
Према подацима из 2002. године у насељу је живело 662 становника.

### Попис2002.
| Расподела становништва по националности 2002.‍ | Расподела становништва по националности 2002.‍ | Расподела становништва по националности 2002.‍ | Расподела становништва по националности 2002.‍ | Расподела становништва по националности 2002.‍ |
| --------------------------------------------- | --------------------------------------------- | --------------------------------------------- | --------------------------------------------- | --------------------------------------------- |
|                                               |                                               |                                               |                                               |                                               |
| Румуни                                        | Румуни                                        |                                               | 24                                            | 3,6%                                          |
| Мађари                                        | Мађари                                        |                                               | 637                                           | 96,4%                                         |